# Weasel Gap
Weasel Gap är ett bergspass i Antarktis. Det ligger i Östantarktis. Australien gör anspråk på området. Weasel Gap ligger 1 670 meter över havet.
Terrängen runt Weasel Gap är huvudsakligen en högslätt. Weasel Gap ligger nere i en dal. Trakten är obefolkad. Det finns inga samhällen i närheten. 